# Usucapión
La usucapión, también llamada prescripción adquisitiva o positiva, es un modo de adquirir la propiedad y los demás derechos
reales por la posesión continuada en el tiempo con los requisitos establecidos por la ley. La prescripción adquisitiva compete a aquella persona que, mediante el transcurso de cierto tiempo y bajo las condiciones establecidas por la ley, ha poseído un bien inmueble, y se ejerce contra quien aparezca como propietario de esos bienes en el Registro Público de la Propiedad, con el fin de que se declare que se ha consumado y que ha adquirido por prescripción la propiedad del inmueble.
Tanto la doctrina clásica desde el derecho romano, como las legislaciones actuales reconocen que sólo la posesión originaria, es decir, la que se tiene en concepto de dueño, puede producir el efecto de adquirir la propiedad mediante la prescripción. Por ello, la posesión en concepto de propietario es la primera condición necesaria para prescribir.

## Fundamento
Se puede hablar de un fundamento subjetivo y otro objetivo de la usucapión. El primero tiene su base en la inercia y falta de diligencia del titular del derecho, que lo deja en manos de otra persona y permite que esta adquiera su derecho por la posesión continuada durante el tiempo que fije la normativa y se premia al mismo tiempo la actividad posesoria del adquirente, que pueden justificar que se le otorgue el derecho que ha poseído a lo largo del tiempo.
Según el fundamento objetivo no sería necesaria ninguna conducta negligente del titular del derecho y basta el hecho de la posesión con los requisitos y durante el tiempo  que marque la ley, todo ello en aras de la seguridad del tráfico jurídico y del interés general para el que resultaría necesario que se reconozca la titularidad del derecho a la persona que ha venido poseyendo el derecho siempre con el cumplimiento de los requisitos establecidos.
El fundamento de la usucapión no operaría si en la prescripción adquisitiva se demandara a alguien que no fuera el verdadero propietario, porque el estado de incertidumbre aludido no cesaría, al no haber sido tomados en cuenta los derechos del auténtico dominador de la cosa; además, no tendría sentido atribuir el abandono del bien inmueble a quien no es realmente su dominador; tampoco sería lógico sancionar a quien no puede imputársele la calidad de “propietario negligente”, porque sólo su actitud de abandono y negligencia podrían constituir la causa para el acogimiento de la acción de prescripción.

## Orígenes
El término usucapio proviene del latín usus+capere, es decir, hacerse dueño de una cosa sin otro título más que el uso continuado de la misma durante cierto tiempo. Para devenir dueño por usucapión de una cosa, se requiere poseerla siempre en concepto de dueño, de forma continuada, de forma pacífica sin que haya sido reclamada por alguien, y durante el tiempo que fije la ley. 
La ley distingue la usucapión con buena fe, en cuyo caso los tiempos de prescripción se suelen reducir a la mitad, y la usucapión con mala fe que, algunos ordenamientos, como el Derecho Canónico, la prohíben y condenan porque es antiética y pecaminosa, pues supone apropiarse de algo que es de otro dueño, incurriendo, la mayor de las veces, en un delito de apropiación indebida. La usucapión en algunos ordenamientos, como el francés, el español o el canónico, es también conocida como prescripción adquisitiva, diferenciándola así de la prescripción extintiva.
Existen dos teorías que explican la existencia de la usucapión. Por un lado, la teoría subjetiva señala que el fundamento está en la renuncia, el abandono o la voluntad de renunciar al derecho real que tiene el titular no ejercitando ninguna acción de defensa frente a la posesión de otro. Sin embargo, esta teoría hay que rechazarla, pues bastaría con demostrar que esa voluntad de renuncia no existe para invalidar la usucapión. Por otro lado, la teoría objetiva, que es la más aceptada, señala que el fundamento es dar certeza y seguridad a las relaciones jurídicas consolidando las titularidades aparentes, es decir, el statu quo de la posesión.

## Clasificación y cualidades
Debe distinguir entre la posesión de buena fe y la posesión de mala fe apta para producir la propiedad mediante la usucapión. 
El primero de los supuestos no presenta mayor problema, pues éste se da cuando se tiene un título traslativo de dominio o justo título, como pueden ser la compraventa, la permuta, la donación, entre otros, mediante el cual se hace creer al poseedor del bien que es dueño. En el entendido que el título traslativo de dominio o justo título tiene que ser subjetivamente válido, pues si el título fuese perfecto, no habría necesidad de acudir a la prescripción adquisitiva, ya que produciría todos sus alcances legales. 
El segundo de los supuestos es el que más conflicto presenta en la práctica, ya que no se cuenta con justo título, es decir, únicamente existe una causa de hecho, como sucede en el caso del delito de despojo. En este caso el despojante que pretenda usucapir el bien raíz que detenta, deberá acreditar su animus domini, o sea, justificar la exteriorización del dominio sobre el inmueble mediante la ejecución de actos que revelen su comportamiento como dueño, mandando sobre él y disfrutando del mismo con exclusión de los demás, tanto en sentido material como en sentido económico. Justificando además el lugar, la forma y la fecha en que cometió su delito de despojo, de tal manera que no quede duda de la causa que generó su posesión. La posesión así adquirida, se tendrá en cuenta para la prescripción a partir de la fecha en que haya quedado extinguida la pena o prescrita la acción penal (artículo 1155 del Código Civil para el Distrito Federal de Ciudad de México). 
Así pues, la posesión apta para prescribir debe reunir las cualidades de ser pacífica, continua y pública, en ausencia de las cuales la posesión se considera viciada e inútil para prescribir, pero en la posibilidad de que se purguen esos vicios y la posesión se convierta en apta y eficaz para la prescripción. 
Así se recoge, por ejemplo, en el artículo 1.900 del Nuevo Código Civil y Comercial de la Nación (Argentina), donde se dice literalmente que "la posesión para prescribir debe ser ostensible y continua".
A la cualidad de la posesión pacífica se opone la violencia y, si ésta cesa, comienza nuevamente a correr el término prescriptivo. 
A la cualidad de la posesión continua se opone la interrupción, esto es, cuando ha sido interrumpida, ya sea porque el poseedor fue privado de la posesión de la cosa por más de un año, o porque le hayan entablado demanda u otro cualquier género de interpelación judicial con relación a la cosa poseída, siempre y cuando el actor no desistiese de ella, o no fuese desestimada su demanda o no se declare caduco el juicio; o porque la persona a cuyo favor corre la prescripción reconozca expresamente, de palabra o por escrito, o tácitamente por hechos indudables, el derecho de la persona contra quien prescribe. 
A la cualidad de la posesión pública se opone la clandestinidad, es decir, si la posesión se disfruta de manera tal que no pueda ser conocida por el público en general.

## Usucapión secundum tabulas y contra tabulas
Al tratar de las relaciones entre el Registro de la Propiedad y la prescripción adquisitiva, se distingue entre la usucapión “secundum tabulas” y la usucapión “contra tabulas”, según que la misma juegue en favor (la primera) o en contra (la segunda) del titular registral del derecho real de cuya prescripción se trate.
La usucapión “secundum tabulas” significa que el titular de un derecho inscrito se beneficia de la presunción de que posee con justo título “pública, pacífica, ininterrumpidamente y de buena fe durante el tiempo de vigencia del asiento y de los de sus antecesores de quienes traiga causa” (art. 35 LH).
La usucapión “contra tabulas”, por su parte, se refiere al problema de si puede ser usucapido, a través de la posesión, un derecho que conste inscrito en el Registro de la Propiedad a nombre de otra persona.